# Isometriegroep
In de groepentheorie, een deelgebied van de wiskunde, is de isometriegroep van een metrische ruimte de verzameling van alle isometrieën van de metrische ruimte op zich zelf, met de functiecompositie als groepsoperatie. Het neutrale element van een isometriegroep is de identieke afbeelding. Daarnaast kan men spreken van een individuele isometriegroep van die metrische ruimte. Dit is een ondergroep van isometrieën van die ruimte. De symmetriegroep van een metrische ruimte is gelijk aan zijn isometriegroep.
Belangrijke gevallen zijn de euclidische ruimte in n dimensies {\displaystyle \mathbb {R} ^{n}} en deelverzamelingen daarvan met enige symmetrie, met {\displaystyle n} = 1, 2 en 3, waarop de gewone metriek van toepassing is. 

## Voorbeelden
- De isometriegroep van een gelijkzijdige driehoek is de permutatiegroep van de drie hoekpunten. Algebraïsch is dit de symmetrische groep {\displaystyle S_{3}}. De isometriegroep van een gelijkbenige driehoek bestaat alleen uit een spiegeling en de identieke afbeelding. Zijn alle drie de zijden van de driehoek ongelijk, dan is de isometriegroep de triviale groep.
- De isometriegroep van een {\displaystyle n}-dimensionale euclidische ruimte is de euclidische groep {\displaystyle E(n)}.
- De isometriegroep van het boloppervlak {\displaystyle S^{2}} is een oneindige groep, die de orthogonale groep {\displaystyle O(3)} wordt genoemd. De isometriegroep is isomorf met de ondergroep van isometrieën in {\displaystyle E(3)} die de oorsprong op zichzelf afbeelden.
- De metrische ruimte is een niet-lege deelverzameling {\displaystyle V} van {\displaystyle \mathbb {R} ^{n}} naar {\displaystyle \mathbb {R} ^{n}} met {\displaystyle n} = 1, 2 en 3, met de gewone metriek. Voor elke isometrie van {\displaystyle V} naar{\displaystyle V} zijn er een of meer isometrieën van {\displaystyle \mathbb {R} ^{n}} naar {\displaystyle \mathbb {R} ^{n}} waarvan de restrictie tot {\displaystyle V} de gegeven isometrie is. Een isometriegroep van {\displaystyle V} bestaat dus uit restricties tot {\displaystyle V} van isometrieën van {\displaystyle \mathbb {R} ^{n}} naar {\displaystyle \mathbb {R} ^{n}} die {\displaystyle V} op {\displaystyle V} afbeelden, dus van isometrieën in de symmetriegroep van {\displaystyle V} in {\displaystyle \mathbb {R} ^{n}}. Het voorgaande voorbeeld is hiervan een speciaal geval.

## Genererende verzameling
Een isometriegroep {\displaystyle G} kan gedefinieerd worden als de groep voortgebracht door bepaalde isometrieën. Een verzameling {\displaystyle V} van isometrieën, zodat iedere andere isometrie in {\displaystyle G} als het product van een eindig aantal elementen van {\displaystyle V} kan worden geschreven, {\displaystyle V\subset G}, heet een genererende verzameling van {\displaystyle G}. Het kan bij bijvoorbeeld draaispiegelingen in een isometriegroep zijn dat de spiegelingen en rotaties de draaispiegelingen voortbrengen, zodat er geen draaispiegeling in de genererende verzameling nodig is, maar het kan ook zijn dat deze wel nodig is. Voorbeelden van het laatste zijn Ci en met n > 1 ook S2n en Dnd.

## Relatie met symmetriegroepen
In veel gevallen komt de studie van isometriegroepen overeen met die van symmetriegroepen. Zo zijn de symmetriegroep van een metrische ruimte en de isometriegroep daarvan hetzelfde.
Er zijn echter gevallen waarbij een isometriegroep van een metrische ruimte van geen enkel object op die metrische ruimte de symmetriegroep is. Voorbeelden:
- Overaftelbare isometriegroepen:
  - De groep bestaande uit alle translaties in 1D: een object die deze groep als symmetriegroep zou hebben zou homogeen zijn, maar dan zou er ook reflectiesymmetrie zijn.
  - De speciale orthogonale groep SO(2). Idem.
- Aftelbare isometriegroepen:
  - De isometriegroep bestaande uit alle translaties in {\displaystyle \mathbb {Z} }, dus de groep voortgebracht door een translatie over een afstand 1: <1>. Idem.
  - De isometriegroep bestaande uit alle translaties in {\displaystyle \mathbb {Z} } over een even afstand: <2>. Een figuur kan op even posities anders zijn dan op oneven posities (bijvoorbeeld om en om rood en blauw), maar ook hierbij zou er ook reflectiesymmetrie zijn.
- Eindige isometriegroepen:
  - Stel dat de metrische ruimte bestaat uit de hoekpunten van een regelmatige {\displaystyle kn}-hoek, en neem isometriegroep {\displaystyle <C_{n}}>, de isometriegroep voortgebracht door de isometrie bestaande uit het {\displaystyle k} plaatsen verdraaien van de punten. Voor {\displaystyle k=1} en {\displaystyle k=2} heeft geen enkel object deze isometriegroep als symmetriegroep, ook weer omdat er ook reflectiesymmetrie zou zijn.

## Combinaties
Hieronder beperken we ons tot het vlak, het gaat in andere dimensies op dezelfde manier.
Als een isometriegroep een translatie en een rotatie bevat, dan bevat deze ook een rotatie over dezelfde hoek, met als draaipunt de getransleerde van het eerste draaipunt. Deze isometrie is namelijk samen te stellen uit de inverse translatie, de rotatie, en de translatie, in die volgorde toegepast.
Bovendien bevat de isometriegroep een translatie met een overeenkomstig de rotatie geroteerde translatievector, onafhankelijk van de positie van het draaipunt. Deze isometrie is namelijk samen te stellen uit de inverse rotatie, de translatie, en de rotatie, in die volgorde toegepast.
Dit gaat hetzelfde voor combinaties met spiegeling: als een isometriegroep een translatie of rotatie en een spiegeling bevat dan bevat deze ook spiegelingen met verschoven of gedraaide spiegellijnen, en een gespiegelde translatie of rotatie. De isometriegroep bevat voor elke rotatie sowieso ook de tegengestelde rotatie, maar waar het hier om gaat is dat als het rotatiepunt niet op de spiegellijn ligt er nog een rotatiepunt is, namelijk het spiegelbeeld van het eerste.
Vanaf hier beperken we ons tot het vlak en laten andere dimensies buiten beschouwing.
Als een isometriegroep een translatie van een bepaalde grootte bevat, en een rotatie van orde {\displaystyle n}, bevat deze ook gedraaide versies van de translatie. Er zijn dan paren translaties van die grootte met een hoek van 360°/{\displaystyle n}, en als {\displaystyle n} oneven is ook met een hoek van 180°/{\displaystyle n}. Als zo'n hoek kleiner dan 60° is, is de grootte van de verschiltranslatie een vaste factor kleiner. De isometriegroep bevat dan dus willekeurig kleine translaties. Dit is het geval bij {\displaystyle n} > 6 en bij oneven {\displaystyle n} > 3, dus bij alle {\displaystyle n}, behalve 1, 2, 3, 4 en 6, met als kleinste hoek tussen even grote translaties respectievelijk 180°, 180°, 60°, 90° en 60°. Isometriegroepen in het vlak met discrete translatiegroepen, dus ook behangpatroongroepen, zijn daardoor beperkt tot deze ordes van rotatie.
De discrete translatiegroep, het translatierooster, wordt bij {\displaystyle n} = 3, 4 en 6 bepaald door deze {\displaystyle n} en één kleinste translatievector. De symmetriegroep van het rooster is van het type p4m voor {\displaystyle n} = 4 en van het type p6m voor  {\displaystyle n} = 3 en 6. Bij {\displaystyle n} = 1 en 2 kunnen de translaties in een lijn liggen en wordt de discrete translatiegroep voortgebracht door een kleinste translatievector, en is de symmetriegroep van het rooster van het type D∞h, of in meer richtingen. In het laatste geval wordt de discrete translatiegroep voortgebracht door twee translatievectoren {\displaystyle \mathbf {a} } en {\displaystyle \mathbf {b} }. De groep wordt ook voortgebracht door twee translaties {\displaystyle p\mathbf {a} +q\mathbf {b} } en {\displaystyle r\mathbf {a} +s\mathbf {b} } met gehele {\displaystyle p,\ q,\ r} en {\displaystyle s} zodanig dat de inverse van de matrix {\displaystyle {\begin{bmatrix}p&r\\q&s\end{bmatrix}}} ook alleen gehele getallen als elementen heeft, bijvoorbeeld door de translaties {\displaystyle \mathbf {a} } en {\displaystyle r\mathbf {a} +b} met gehele {\displaystyle r}, of 3{\displaystyle \mathbf {a} } + 2{\displaystyle \mathbf {b} } en {\displaystyle 4\mathbf {a} +3\mathbf {b} }. De symmetriegroep van het rooster is van een van de volgende types:
- pmm - De translatiegroep wordt voortgebracht door twee translatievectoren die loodrecht op elkaar staan, maar niet even groot zijn.
- cmm - De translatiegroep wordt voortgebracht door twee translatievectoren die even groot zijn, maar geen hoek van 60°, 90° of 120° met elkaar maken.
- p6m - De translatiegroep wordt voortgebracht door twee translatievectoren die even groot zijn en een hoek van 60° met elkaar maken. Er is een bijbehorende regelmatige betegeling van gelijkzijdige driehoeken, de punten vormen de hoekpunten van de tegels, en een bijbehorende regelmatige betegeling van regelmatige zeshoeken, het honingraatpatroon met de punten de middelpunten van de zeshoeken. Het rooster in drie partities kan worden verdeeld, die elk een 30°, of 90°, gedraaide versie vormen, een factor √3 vergroot. Een combinatie van twee daarvan geeft een honingraatpatroon van punten, zelf geen groep. De derde bestaat uit de middelpunten daarvan.
- p4m - De translatiegroep wordt voortgebracht door twee translatievectoren die even groot zijn en loodrecht op elkaar staan. Er is op twee manieren een bijbehorende regelmatige betegeling van vierkanten: de punten vormen de hoekpunten of de middelpunten van de tegels. Het rooster kan worden verdeeld in twee partities die elk een 45° gedraaide versie vormen, een factor √2 vergroot.

### Vijf Bravaisroosters

De vijf Bravaisroosters in het platte vlak

Er zijn in twee dimensies vijf soorten bravaisroosters. Zij strekken zich over het hele vlak uit. Hun indeling komt overeen met de vijf mogelijke vormen waarin de behangpatroongroepen kunnen worden onderverdeeld:
- m, 1 - p2, parallellogrammen
- o, 2 - pmm, rechthoeken
- o, 3 - cmm, ruiten
- h, 4 - p6m, dubbele gelijkzijdige driehoeken
- t, 5 - p4m, vierkanten

De eenheidscellen vormen een betegeling, die daarmee overeenkomt. De hoekpunten van een regelmatige betegeling van vierkanten vormen bijvoorbeeld een vierkant rooster, maar het fundamentele domein van een betegeling komt niet overal overeen met een van de vijf vormen, die een eenheidscel in het platte vlak kan aannemen. Het fundamentele domein van een betegeling met driehoeken is een gelijkzijdige driehoek. De eenheidscel voor die betegeling is een dubbele gelijkzijdige driehoek.